# Херман VI фон Шьонбург-Кримитцшау
Херман VI фон Шьонбург-Кримитцшау (на немски: Hermann VI., Herr von Schönburg-Crimmitschau; † 7 юни 1382) от род Шьонбург, е господар на Кримитцшау в Саксония. Замъкът Кримитцшау днес се нарича Швайнсбург.

## Произход
Той е най-големият син (от седем деца) на Фридрих (Фриц) IV фон Шьонбург-Кримитцшау-Щолберг († сл. 1347 или 1363) и съпругата му Агнес фон Китлитц († 1369). Внук е на Херман IV фон Шьонбург († 1301) и София фон Лобдебург. Брат е на Фридрих VII фон Шьонбург-Хасенщайн († 1367) и Бернхард I фон Шьонбург-Хасенщайн († сл. 1380). Сестра му Катарина фон Шьонбург († 1362) се омъжва сл. 1 март 1336 г. за фогт Хайнрих X/XI фон Вайда „Млади“ († 1363/1366). Другата му сестра Гизела фон Шьонбург († сл. 1360) се омъжва за Ото фон Ебелебен († сл. 1360).
Линията Шьонбург-Кримитцшау измира през края на 14 век. През 1413 г. Кримитцшау отива на Ветините.

## Фамилия
Първи брак: с Мехтилд фон Плауен-Ройс († между 22 ноември 1340 и 2 ноември 1343), дъщеря на Хайнрих II фон Ройс-Плауен († 1350) и принцеса Саломея фон Силезия-Глогау († 1359). Те нямат деца.
Втори брак: сл. 2 ноември 1343 г. с Бригита (Юта) фон Лайзниг, дъщеря на бургграф Ото I фон Лайзниг († 1363) и бургграфиня Елизабет фон Алтенбург († 1363/1364). Те имат една дъщеря:
- Мехтилд фон Шьонбург († сл. 1398), омъжена пр. 4 март 1398 г. за Хайнрих VII Ройс фон Плауен († 16 юни 1426 при Аусиг), син на фогт Хайнрих III Ройс фон Плауен 'Стари' († 1368) и втората му съпруга Агнес фон Лайзниг († 1359), която е сестра на майка ѝ Бригита (Юта) фон Лайзниг

Трети брак: пр. 1370 г. с Мехтилд фон Хакеборн († сл. 1387), сестра на Албрехт VIII фон Хакеборн († сл. 1412), дъщеря на Албрехт VI фон Хакеборн († сл. 1368) и Рихца фон Шраплау († сл. 1335). Те имат децата:
- Анна фон Шьонбург († сл. 1370), омъжена за Лудвиг фон Бланкенхайн († сл. 1411), син на Лудвиг фон Бланкенхайн († сл. 1370) и Катерина фон Танроде
- Агнес фон Шьонбург, омъжена 1372 г. за Файт I фон Шьонбург-Глаухау († 1423), син на син на Фридрих IX фон Шьонбург-Глаухау († 1389) и Агнес фон Вартенберг († 1373)
- Зигизмунд II фон Шьонбург-Кримитцшау († сл. 1405), женен 1405 г. за Маргарета фон дер Даме (* ок. 1390; † сл. 2 септември 1412), дъщеря на Ханс фон дер Даме († 1406) и Анна Берка фон Дуб-Лайпа († сл. 1406). Вдовицата му Маргарета фон дер Даме се омъжва втори път пр. 3 юни 1410 г. за Хайнрих I фон Плауен (+ 1446/).